# Худяков, Максим Сергеевич
Максим Сергеевич Худяко́в (род. 18 августа 1986, Усть-Каменогорск, Казахская ССР, СССР) — казахстанский хоккеист, центральный нападающий, игровой №15.
Максим Худяков хоккеем начал заниматься с 6 лет. Началось всё с того, что отец отвел Максима и его брата Сергея в усть-каменогорскую хоккейную школу, где они играли в одной команде. Начинал под руководством таких тренеров, как Андрей Викторович Шаянов и Александр Дмитриевич Шахворостов.
Чемпион зимних Азиатских игр 2011 года.
Физические данные спортсмена: рост 170 см, вес 76 кг.

## Достижения и награды
Золото на Зимних Азиатских играх в 2011 году;
Со сборной завоевал право выступать в дивизионе В на ЧМ в 2011 году;
Стал чемпионом Казахстана с ХК Иртыш Павлодар в 2014 году;
Со сборной завоевал право выступать в высшем дивизионе ЧМ (группа А) в 2015 году;